# روزلین باشلو
روزلین باشلو (انگلیسی: Roselyne Bachelot؛ زادهٔ ۲۴ دسامبر ۱۹۴۶) داروساز و سیاست‌مدار اهل فرانسه است، که هم‌اکنون به‌عنوان وزیر فرهنگ فرانسه فعالیت می‌کند. وی پیش‌تر از ۲۰۰۲ تا ۲۰۰۴ وزارت محیط زیست، توسعه پایدار، ترابری و مسکن را برعهده داشت، در فاصله سال‌های ۲۰۰۷ تا ۲۰۱۰ به‌عنوان وزیر بهداشت فرانسه فعالیت می‌کرد و از ۲۰۱۰ تا ۲۰۱۲ نیز وزیر امور اجتماعی فرانسه بود.